# Betaniakören i Boxholm
Betaniakören var en blandad kör och kyrkokör i Boxholms baptistförsamling, Boxholm som bildades senast 1899.

## Historik
Betaniakören var en kör i Boxholms baptistförsamling, Boxholm som bildades före 1900-talet. Körens första ledare var Julia Eklund. Efter henne leddes kören av pastor O. Hansson i slutet av 1890-talet. Efter Hansson tog kontrabas August Cederström över som körledare. Kören var ansluten till Östgöta distriktskör.